# Kralendijk
Kralendĳk is de hoofdstad van het Nederlandse eiland Bonaire, dat tot 2010 tot de Nederlandse Antillen behoorde.
Het is met 19.011 inwoners anno 2020 ook de grootste plaats van het eiland, welke is ontstaan door het naar elkaar toe groeien van de dorpen Antriol, Nikiboko, Nort di Saliña, Playa en Tera Kora en die nu ook de vijf wijken van Kralendijk vormen. Later zijn privéwijken als Belnem bijgebouwd. De naam is afgeleid van de daar aanwezige opgeworpen dijk van dood koraal (koralendijk) en wordt sinds circa 1840 gebruikt. Bij werkzaamheden aan de boulevard is dat nog duidelijk te zien. De lokale bevolking noemt de stad ook wel Playa, wat strand betekent.
Het is een kleine, rustige stad met veel pastelkleurige gebouwen. Het centrum van de stad bestaat uit een boulevard (Kaya Craane) en een winkelstraat (Kaya Grandi). Voor de boulevard liggen plezierjachten die Bonaire bezoeken, voor anker. Het aan de zuidkant gelegen 17e-eeuwse Fort Oranje is gebouwd ter verdediging van Bonaire. Aan de noordkant van het fort is het oude (gele) gouverneurshuis, waar nu de eilandsraad gevestigd is, en het douanekantoor te vinden. De stad beschikt verder over een jachthaven en een voetbalstadion. Ook is er een romaans paviljoen als fruitmarkt gebruikt wordt.
In Kralendijk is de Justitiële Inrichting (JI) Caribisch Nederland, Locatie Bonaire gevestigd, het Institushon Hudisial Karibe Hulandes, sitio Boneiru, die plaats biedt aan 76 personen.
Even ten zuiden van de stad ligt de luchthaven: Flamingo International Airport. Voor de kust ligt het onbewoonde eiland Klein Bonaire. Dit is bereikbaar per watertaxi.
Elk jaar wordt er met carnaval een optocht door de stad gehouden.
De oudste nederzetting op Bonaire is niet Kralendijk maar het kleinere, noordelijker gelegen plaatsje Rincon.

## Geschiedenis
Kralendĳk, of door de lokale bewoners Playa genoemd, was de plek waar van oudsher de meeste schepen die Bonaire aandeden voor anker gingen te “de Ree”. Aan de baai van Kralendĳk bouwden de Nederlanders na hun verovering van Bonaire in 1636 een stenen fort genaamd Fort Oranje om er 40 man te stationeren. Op een kaart uit 1812 van H. Abbing wordt het fort met enkele woningen aangegeven. Tĳdens de Engelse bezetting van Bonaire (1799-1816) werd afgeweken van de regel dat het niet toegestaan was
blanke handelslui zich te Bonaire te laten vestigen. Vanaf 1816 was Fort Oranje ook de woning voor de gezaghebber en Kralendijk werd het centrum van de overheid en handel. Gelegen aan een rustige baai is Playa een dorp geworden waar veel vissers, zeelieden en ook verschillende bouwers van schepen en vissersboten zich vestigden. Vele reders en plantage-eigenaars woonden ook in Playa.

## Afbeeldingen

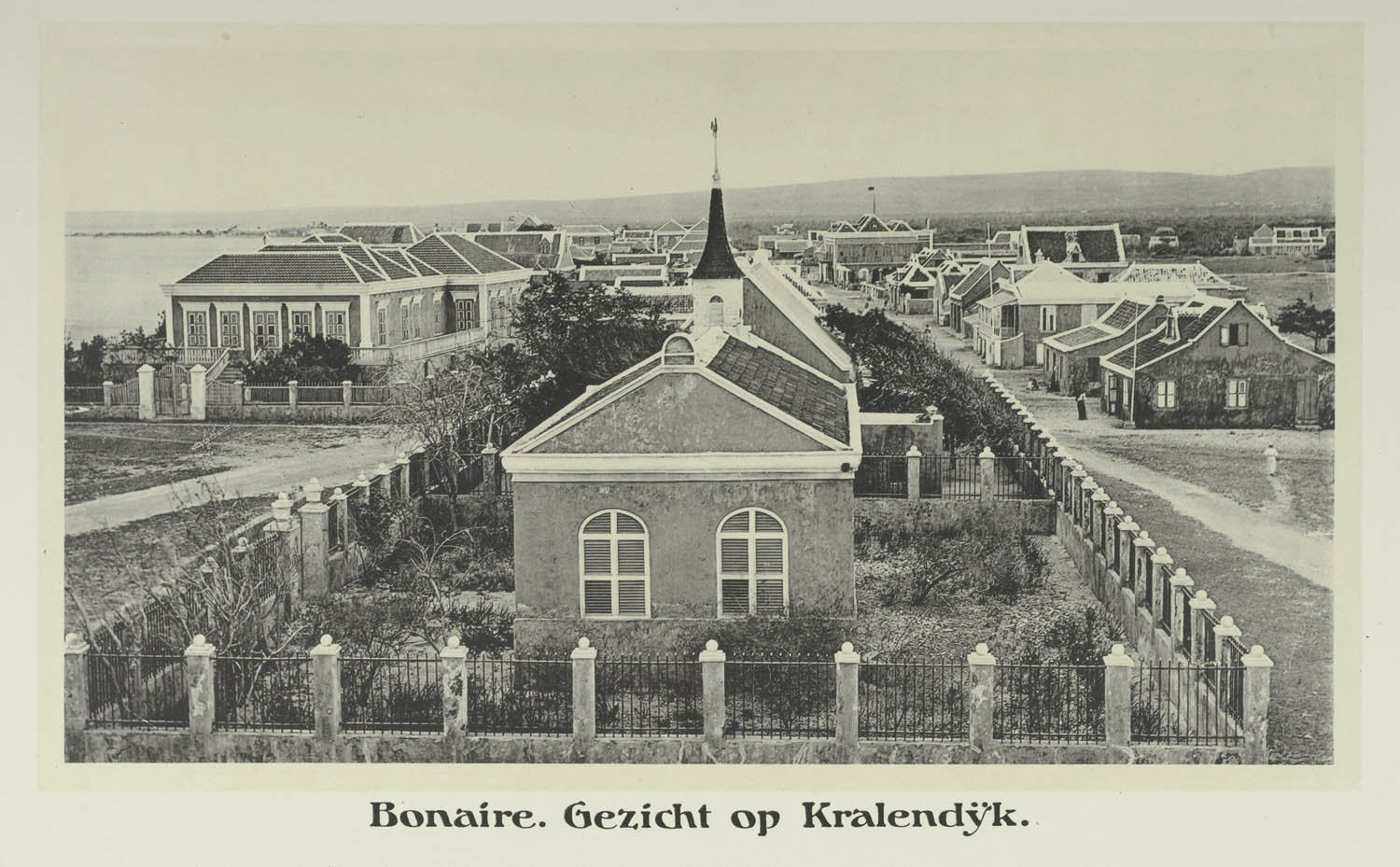
Zicht op Kralendijk aan het begin van de 20ste eeuw
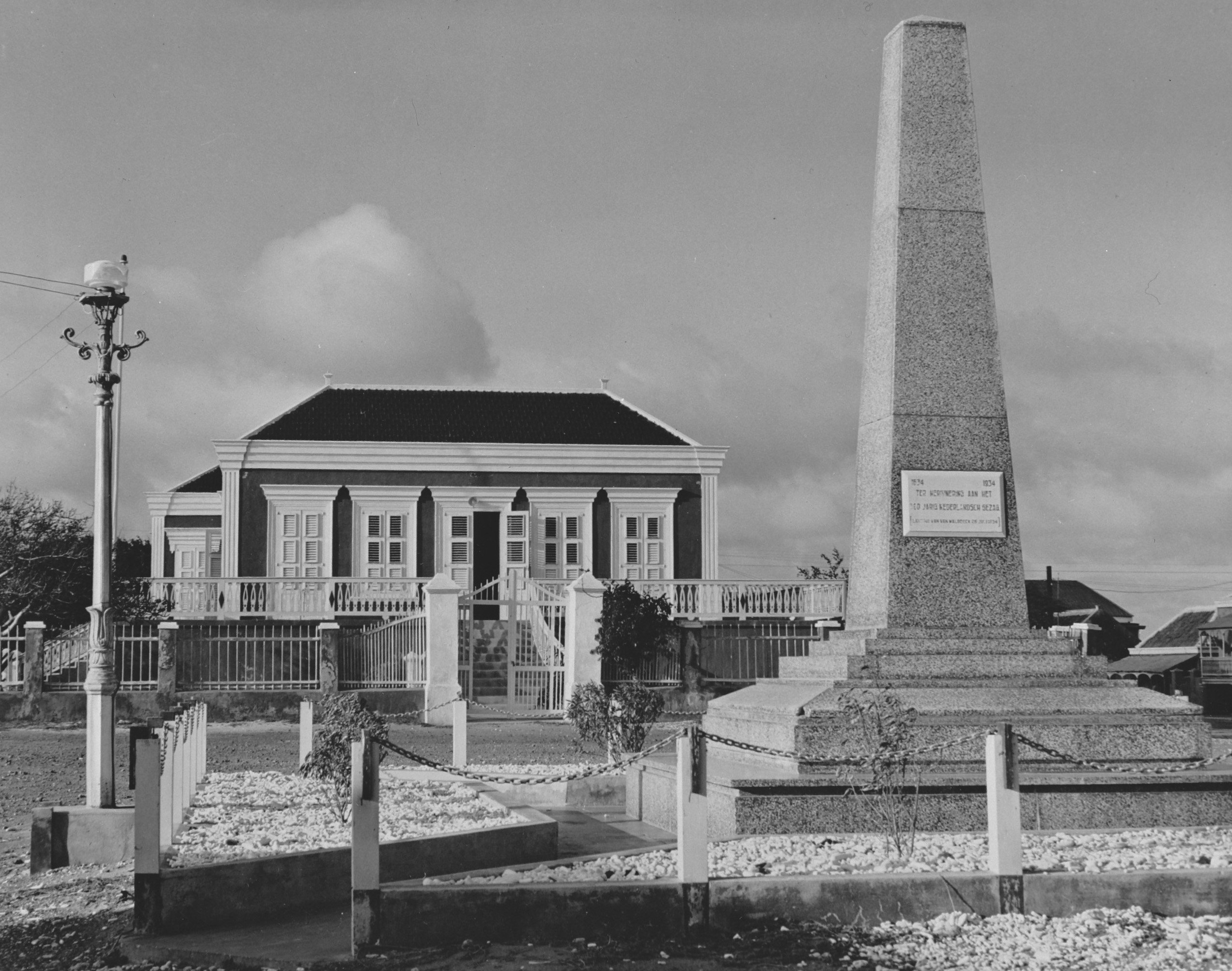
Gouvernementshuis te Kralendijk
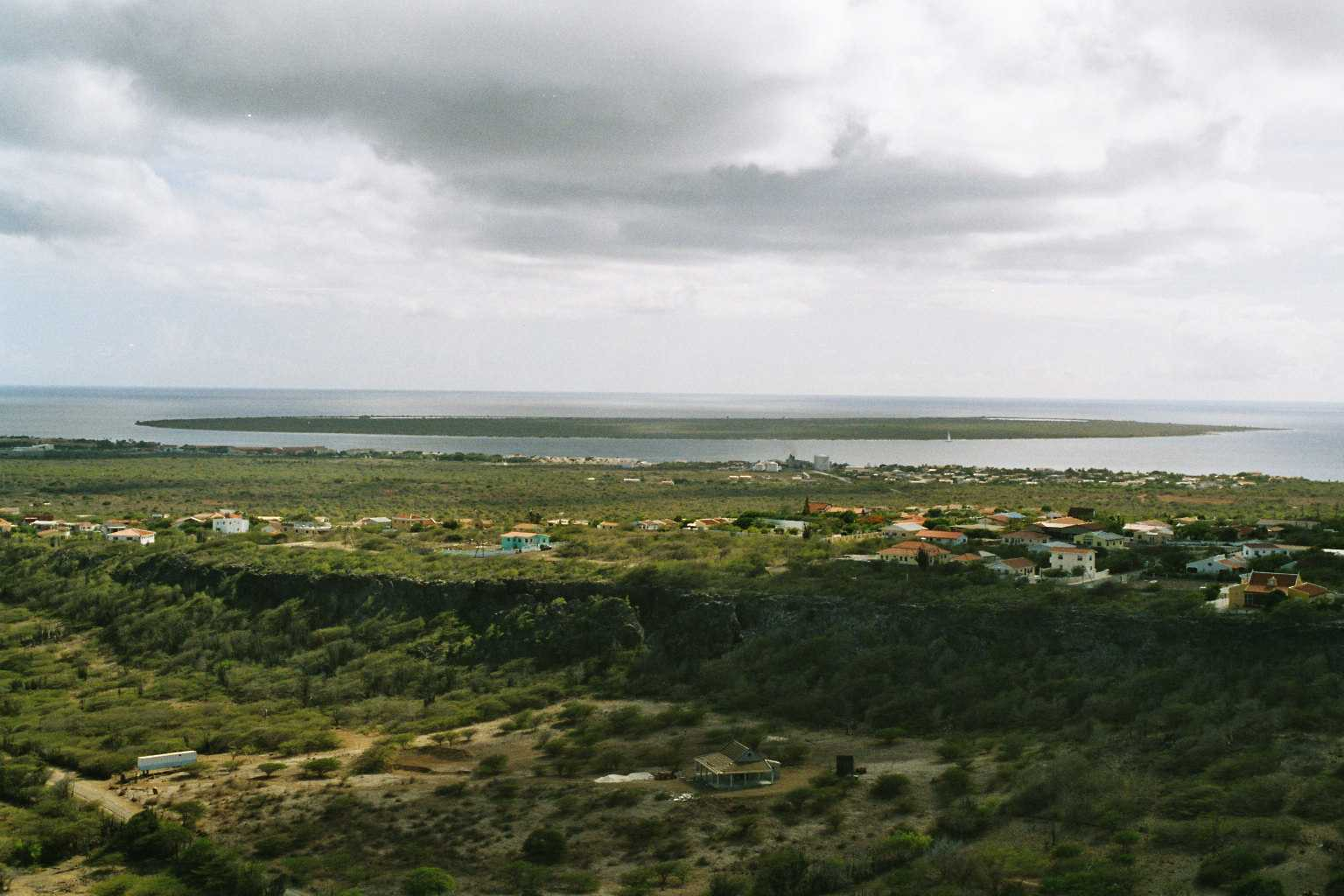
Zicht op Kralendijk met op de achtergrond Klein Bonaire

Hoofdstad: Amsterdam  Regeringszetel: Den Haag

Provincies: Assen (Drenthe) · Lelystad (Flevoland) · Leeuwarden (Friesland) · Arnhem (Gelderland) · Groningen (Groningen) · Maastricht (Limburg) · 's-Hertogenbosch (Noord-Brabant) · Haarlem (Noord-Holland) · Zwolle (Overijssel) · Utrecht (Utrecht) · Middelburg (Zeeland) · Den Haag (Zuid-Holland)

Landen: Philipsburg (Sint Maarten) · Oranjestad (Aruba) · Willemstad (Curaçao) · Amsterdam (Nederland)

Caribisch Nederland: Oranjestad (Sint Eustatius) · The Bottom (Saba) · Kralendijk (Bonaire)
Boven Bolivia · Kralendijk (Antriol · Belnem · Nikiboko · Tera Cora) · Rincon